# Akne Kid Joe
Akne Kid Joe ist eine deutschsprachige Punkband aus Nürnberg.

## Bandgeschichte
Die Bandmitglieder lernten sich in der Kneipe Arsch & Friedrich in Nürnberg kennen. Nachdem sie einige Zeit befreundet waren, gründeten sie relativ spontan Akne Kid Joe. Bei einer Probe nahmen sie den ersten gemeinsamen Song Alles bestens, danke per IPhone auf und veröffentlichten dazu auch ein Video über YouTube. Der Name der Band entstand aus einem Insider-Wortspiel mit dem Bandnamen Ugly Kid Joe.
Am 7. März 2017 veröffentlichten sie ihre erste EP Haste nicht gesehen! im Eigenvertrieb. Einen Monat später spielten sie ihren ersten Livegig. Der Sänger der saarländischen Punkband Pascow entdeckte die EP im Internet und nahm die Band auf das Band-Label Kidnap Music, wo eine zweite Auflage der EP erschien. Anschließend spielte Akne Kid Joe im Vorprogramm von Pascow.
2018 folgte das erste Album Karate Kid Joe über Kidnap Music. In den Liedern der Band kommt viel Wut zum Ausdruck. Des Weiteren werden Ironie, Sarkasmus und Humor als Motive verwendet. Auf dem Album wurden unter anderem Markus Söder und die Poetry-Slammerin Julia Engelmann kritisiert.
In der Vorbereitung der Veröffentlichung zum zweiten Album erschien ein Video zum Song Sarah (Frau, auch in ner Band) mit Gastgesang von Alex Pascow, das das Thema Frauen in Subkulturen aufgriff und die Band in der Punkszene weiter bekannt machte sowie Debatten zum Thema anstieß.
Am 3. April 2020 erschien ihr zweites Album Die große Palmöllüge. Die anschließende Tour musste wegen der COVID-19-Pandemie in Deutschland verschoben werden.
Es folgte am 27. August 2021 das dritte Album Die Jungs von AKJ. 2022 erhielt die Band den Preis der Stadt Nürnberg. Am 12. April 2024 wurde angekündigt, dass René Illig die Band verlassen wird und durch den Schlagzeuger Sebastian Strößner ersetzt wird. Am 7. Juni 2024 erschien das vierte Album 4 von 5.

## Diskografie

### Alben
- 2018: Karate Kid Joe (Kidnap Music)
- 2020: Die große Palmöllüge (Kidnap Music)

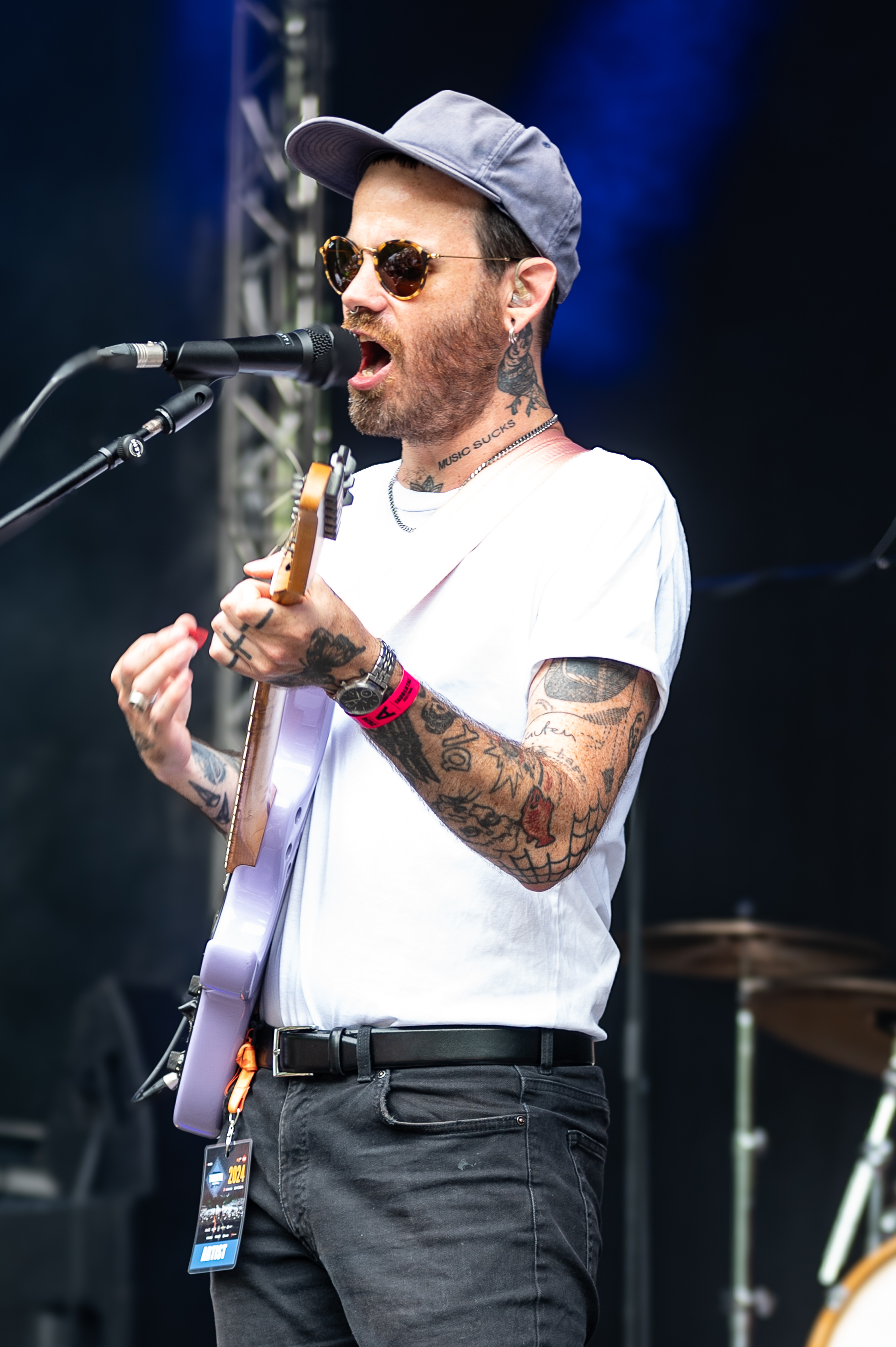
Matthias Ziller auf dem Taubertal-Festival 2024

- Matthias Ziller auf dem Taubertal-Festival 20242021: Die Jungs von AKJ (Kidnap Music)
- 2024: 4 von 5 (Kidnap Music)

### Sonstige Veröffentlichungen
- 2016: Alles bestens, danke (erste bandprobe/2016) (Digitale Single)
- 2017: Haste nich gesehen (EP, Erstauflage: Eigenveröffentlichung, Zweitauflage: Kidnap Music)